# Herzog Records
Herzorg Records is een onafhankelijk Duits platenlabel, dat jazz, jazzpop, soul, funk en wereldmuziek uitbrengt. Het label werd in 2006 door Rüdiger Herzog (voorheen labelmanager van Nonesuch Records) opgericht en is gevestigd in Hamburg. 
Het label, dat aandacht aan jonge, nog onbekende musici wil schenken, heeft albums uitgebracht van onder meer de groep Nighthawks, Jeff Cascaro, Kitty Hoff, Claude Chalhoub, Inga Lühning, Sebastian Studnitzky, Triband, Alexander Stewart, Lily Dahab, Rafael Cortés en Jessica Gall. De onderneming van Herzog houdt zich 2010 ook bezig met het promoten van musici en het boeken van concerten.